# Довер (Нью-Гемпшир)
Довер (англ. Dover) — місто (англ. city) в США, в окрузі Страффорд штату Нью-Гемпшир. Населення — 32 741 особа (2020).

## Географія
Довер розташований за координатами 43°11′11″ пн. ш. 70°53′1″ зх. д. / 43.18639° пн. ш. 70.88361° зх. д. (43.186489, -70.883611).  За даними Бюро перепису населення США в 2010 році місто мало площу 75,18 км², з яких 69,20 км² — суходіл та 5,98 км² — водойми.

## Демографія
Згідно з переписом 2010 року, у місті мешкало 29 987 осіб у 12 827 домогосподарствах у складі 7059 родин. Густота населення становила 399 осіб/км².  Було 13685 помешкань (182/км²).
Расовий склад населення:
| - 90,6 % — білих - 4,6 % — азіатів - 1,7 % — чорних або афроамериканців - 0,2 % — корінних американців |

До двох чи більше рас належало 2,3 %. Частка іспаномовних становила 2,2 % від усіх жителів.
За віковим діапазоном населення розподілялося таким чином: 20,3 % — особи молодші 18 років, 66,6 % — особи у віці 18—64 років, 13,1 % — особи у віці 65 років та старші. Медіана віку мешканця становила 36,7 року. На 100 осіб жіночої статі у місті припадало 96,0 чоловіків;  на 100 жінок у віці від 18 років та старших — 94,0 чоловіків також старших 18 років.
Середній дохід на одне домашнє господарство  становив 76 220 доларів США (медіана — 61 008), а середній дохід на одну сім'ю — 91 746 доларів (медіана — 77 655). Медіана доходів становила 56 599 доларів для чоловіків та 38 977 доларів для жінок. За межею бідності перебувало 10,0 % осіб, у тому числі 10,7 % дітей у віці до 18 років та 7,8 % осіб у віці 65 років та старших.
Цивільне працевлаштоване населення становило 16 669 осіб. Основні галузі зайнятості: освіта, охорона здоров'я та соціальна допомога — 26,1 %, виробництво — 12,7 %, роздрібна торгівля — 11,6 %.